# Rosenborg Ballklub 2002
Questa pagina raccoglie i dati riguardanti il Rosenborg Ballklub nelle competizioni ufficiali della stagione 2002.

## Stagione
Nel campionato 2002, il Rosenborg vinse il diciassettesimo titolo nazionale della sua storia, nonché l'undicesimo consecutivo. Si aggiudicò la vittoria con 6 punti di vantaggio sulla prima formazione inseguitrice, il Molde. Christer Basma fu il calciatore più utilizzato in stagione, non saltando neanche una partita di campionato. Il miglior marcatore fu invece Harald Martin Brattbakk, con 17 gol e il titolo di capocannoniere della Tippeligaen. L'avventura in Norgesmesterskapet terminò al quarto turno della competizione, per mano del Viking. Nella Champions League 2002-2003, invece, il Rosenborg non superò la fase a gironi, che vedeva come avversari Olympique Lyonnais, Inter e Ajax.

## Maglie e sponsor
Lo sponsor tecnico per la stagione 2002 fu Adidas, mentre lo sponsor ufficiale fu REMA 1000. La divisa casalinga prevedeva una maglietta bianca con inserti neri, pantaloncini neri e calzettoni bianchi. Quella da trasferta era invece completamente nera, con inserti bianchi.
| Casa | Trasferta |

## Rosa
| N. |                      | Ruolo | Calciatore         |
| -- | -------------------- | ----- | ------------------ |
| 1  | Norvegia (bandiera)  | P     | Espen Johnsen      |
| 2  | Norvegia (bandiera)  | C     | Odd Inge Olsen     |
| 3  | Norvegia (bandiera)  | D     | Erik Hoftun        |
| 4  | Norvegia (bandiera)  | D     | Tor Trondsen       |
| 5  | Norvegia (bandiera)  | D     | Christer Basma     |
| 6  | Norvegia (bandiera)  | C     | Roar Strand        |
| 7  | Norvegia (bandiera)  | C     | Ørjan Berg         |
| 8  | Norvegia (bandiera)  | C     | Dagfinn Enerly     |
| 9  | Norvegia (bandiera)  | A     | Frode Johnsen      |
| 10 | Norvegia (bandiera)  | C     | Bent Skammelsrud   |
| 11 | Sudafrica (bandiera) | C     | MacBeth Sibaya     |
| 12 | Islanda (bandiera)   | P     | Árni Gautur Arason |
| 13 | Finlandia (bandiera) | D     | Janne Saarinen     |

| N. |                     | Ruolo | Calciatore              |
| -- | ------------------- | ----- | ----------------------- |
| 14 | Norvegia (bandiera) | D     | Lars Blixt              |
| 15 | Norvegia (bandiera) | C     | Mads Skjærvold          |
| 16 | Norvegia (bandiera) | C     | Jarle Steinsland        |
| 17 | Norvegia (bandiera) | C     | Joachim Eriksen         |
| 18 | Norvegia (bandiera) | C     | Christer George         |
| 19 | Norvegia (bandiera) | A     | Trond Fredrik Ludvigsen |
| 19 | Norvegia (bandiera) | D     | Hassan El Fakiri        |
| 20 | Norvegia (bandiera) | A     | Azar Karadas            |
| 21 | Norvegia (bandiera) | D     | Ståle Stensaas          |
| 22 | Norvegia (bandiera) | A     | Harald Martin Brattbakk |
| 23 | Norvegia (bandiera) | A     | Dag Frode Hornseth      |
| 24 | Norvegia (bandiera) | D     | Martin Høyem            |
| 25 | Norvegia (bandiera) | D     | Are Tronseth            |

## Calciomercato

### Sessione invernale(dal 01/01 al 31/03)
| Acquisti | Acquisti       | Acquisti    | Acquisti   |
| R.       | Nome           | da          | Modalità   |
| -------- | -------------- | ----------- | ---------- |
| C        | MacBeth Sibaya | Jomo Cosmos | definitivo |

| Cessioni | Cessioni          | Cessioni         | Cessioni      |
| R.       | Nome              | a                | Modalità      |
| -------- | ----------------- | ---------------- | ------------- |
| P        | Jørn Jamtfall     | svincolato       |               |
| D        | Øyvind Svenning   | GIF Sundsvall    | prestito      |
| C        | Bent Inge Johnsen | Odd Grenland     | definitivo    |
| C        | Morten Knutsen    | Start            | prestito      |
| C        | Kenneth Storvik   | Brann            | definitivo    |
| C        | Fredrik Winsnes   | Hammarby         | prestito      |
| A        | Sigurd Rushfeldt  | Racing Santander | fine prestito |

### Sessione estiva(dal 01/08 al 31/08)
| Acquisti | Acquisti                | Acquisti       | Acquisti   |
| R.       | Nome                    | da             | Modalità   |
| -------- | ----------------------- | -------------- | ---------- |
| A        | Azar Karadas            | Brann          | definitivo |
| A        | Trond Fredrik Ludvigsen | Hertha Berlino | prestito   |

| Cessioni | Cessioni         | Cessioni | Cessioni      |
| R.       | Nome             | a        | Modalità      |
| -------- | ---------------- | -------- | ------------- |
| D        | Hassan El Fakiri | Monaco   | fine prestito |
| C        | Jarle Steinsland | Hønefoss | prestito      |

## Risultati

### Girone di andata
| Arbitro: | Pedersen (Jeløy) |

|  |           |          |
|  | Marcatori | 62’ Hoff |

| Arbitro: | Hauge (Bergen) |

|                       |           |  |
| Kuivasto 4’ Berre 31’ | Marcatori |  |

| Arbitro: | Skjerven (Kaupanger) |

|                                               |           |             |
| Basma 21’, 29’ Brattbakk 32’, 63’ Johnsen 62’ | Marcatori | 15’ Sundgot |

| Arbitro: | Pedersen (Jeløy) |

|  |           |          |
|  | Marcatori | 68’ Berg |

| Arbitro: | Olsen (Kristiansand) |

|                          |           |              |
| Olofsson 6’ Pavlovic 72’ | Marcatori | 90’ Hornseth |

| Arbitro: | Øvrebø (Oslo) |

|                                   |           |  |
| George 29’ Berg 32’ Brattbakk 42’ | Marcatori |  |

| Arbitro: | Hauge (Bergen) |

|                         |           |                          |
| Tangen 23’ Storflor 36’ | Marcatori | 18’ Brattbakk 70’ Hoftun |

| Arbitro: | Skjerven (Kaupanger) |

|                                             |           |                             |
| Karadas 20’ Brattbakk 29’, 73’ Hornseth 70’ | Marcatori | 47’ Beniušis 57’ Tauriainen |

| Oslo 25 maggio 2002, ore 19:05 9ª giornata | Vålerenga        | 0 – 0 referto | Rosenborg | Ullevaal Stadion (13.106 spett.)\| Arbitro: \| Pedersen (Jeløy) \| |
| Arbitro:                                   | Pedersen (Jeløy) |               |           |                                                                    |

| Arbitro: | Skjervold (Stjørdal) |

|                                                 |           |                        |
| Hoftun 35’ Brattbakk 49’ Karadas 62’ George 73’ | Marcatori | 41’, 76’, 90’ Sæternes |

| Bærum 9 giugno 2002, ore 18:00 11ª giornata | Stabæk               | 0 – 0 referto | Rosenborg | Nadderud Stadion (6.022 spett.)\| Arbitro: \| Olsen (Kristiansand) \| |
| Arbitro:                                    | Olsen (Kristiansand) |               |           |                                                                       |

| Arbitro: | Berntsen (Vang) |

|                                      |           |  |
| Johnsen 12’ Brattbakk 60’ Enerly 89’ | Marcatori |  |

| Arbitro: | Staberg (Harstad) |

|                        |           |                                       |
| Ulfstein 7’ Nhleko 79’ | Marcatori | 55’ Olsen 88’ Skammelsrud 90’ Johnsen |

### Girone di ritorno
| Arbitro: | Olsen (Kristiansand) |

|          |           |                               |
| Wiig 70’ | Marcatori | 11’, 42’ Brattbakk 44’ Strand |

| Arbitro: | Skjervold (Stjørdal) |

|  |           |                         |
|  | Marcatori | 13’ Nygaard 20’ Kopteff |

| Arbitro: | Olsen (Kristiansand) |

|                             |           |                                                    |
| Sigurðsson 35’ Berntsen 84’ | Marcatori | 44’ (aut.) Berntsen 79’ (rig.) Brattbakk 89’ Olsen |

| Arbitro: | Pedersen (Jeløy) |

|                                           |           |            |
| Enerly 62’ Bjarmann 70’ (aut.) George 86’ | Marcatori | 21’ Rösler |

| Arbitro: | Skjerven (Kaupanger) |

|                                                 |           |                          |
| Johnsen 47’ Skammelsrud 59’ (rig.) Stensaas 90’ | Marcatori | 26’ Undheim 84’ Pavlovic |

| Arbitro: | Pedersen (Jeløy) |

|          |           |                           |
| Mork 59’ | Marcatori | 26’ Brattbakk 30’ Johnsen |

| Arbitro: | Sandmoen (Kjelsås) |

|                        |           |  |
| Johnsen 86’ Strand 90’ | Marcatori |  |

| Arbitro: | Berntsen (Vang) |

|             |           |                           |
| Knutsen 81’ | Marcatori | 88’ Karadas 89’ Brattbakk |

| Arbitro: | Hauge (Bergen) |

|               |           |                |
| Brattbakk 45’ | Marcatori | 90’ dos Santos |

| Arbitro: | Olsen (Kristiansand) |

|             |           |                                            |
| Bjørkan 64’ | Marcatori | 54’, 88’ Karadas 69’ Brattbakk 90’ Johnsen |

| Arbitro: | Skjerven (Kaupanger) |

|                          |           |             |
| Ludvigsen 37’ Enerly 69’ | Marcatori | 78’ Finstad |

| Arbitro: | Berntsen (Vang) |

|                                   |           |                        |
| Øren 6’ (rig.) Bolseth 83’ (rig.) | Marcatori | 17’ (rig.), 54’ Enerly |

| Arbitro: | Øvrebø (Oslo) |

|                                            |           |  |
| Olsen 32’ Brattbakk 38’, 39’ Ludvigsen 69’ | Marcatori |  |

### Coppa di Norvegia
| Arbitro: | Ditlefsen (Mo i Rana) |

|  |           | |
|  | Marcatori | 2’, 19’, 26’, 38’, 60’, 63’ Brattbakk 3’, 25’, 33’, 86’, 90’ George 36’, 45’, 80’ Hoftun 57’ Karadas |

| Arbitro: | Høgberg (Finstadjordet) |

|            |           |                         |
| Nielsen 3’ | Marcatori | 10’, 57’, 67’ Brattbakk |

| Arbitro: | Kvam |

|                                             |           |  |
| Berg 21’ Brattbakk 29’ Blixt 34’ Hoftun 62’ | Marcatori |  |

| Arbitro: | Olsen (Kristiansand) |

|                      |           |  |
| Dahl 11’ Pereira 77’ | Marcatori |  |

### Champions League
| Arbitro: | Messina |

|               |           |  |
| Brattbakk 52’ | Marcatori |  |

| Arbitro: | López Nieto |

|                          |           |                                |
| Jørgensen 19’ Jonson 81’ | Marcatori | 29’, 72’ Johnsen 78’ Brattbakk |

| Arbitro: | Fernández Marín |

|                  |           |                 |
| Karadas 52’, 65’ | Marcatori | 33’, 79’ Crespo |

| Arbitro: | Wack |

|                                                           |           |  |
| Carrière 6’ Vairelles 26’, 45’ Anderson 34’ Luyindula 75’ | Marcatori |  |

| Trondheim 2 ottobre 2002, ore 20:45 Fase a gironi, 3ª giornata | Rosenborg | 0 – 0 referto | Ajax | Lerkendal Stadion\| Arbitro: \| Beneš \| |
| Arbitro:                                                       | Beneš     |               |      |                                          |

| Arbitro: | Ibañez |

|                 |           |                   |
| Ibrahimović 41’ | Marcatori | 85’ (rig.) Enerly |

| Arbitro: | De Bleeckere |

|                                           |           |  |
| Recoba 31’ Saarinen 52’ (aut.) Crespo 72’ | Marcatori |  |

| Arbitro: | Dallas |

|               |           |           |
| Brattbakk 69’ | Marcatori | 84’ Govou |

## Statistiche

### Statistiche di squadra
| Competizione      | Punti | In casa | In casa | In casa | In casa | In casa | In casa | In trasferta | In trasferta | In trasferta | In trasferta | In trasferta | In trasferta | Totale | Totale | Totale | Totale | Totale | Totale | DR  |
| Competizione      | Punti | G       | V       | N       | P       | Gf      | Gs      | G            | V            | N            | P            | Gf           | Gs           | G      | V      | N      | P      | Gf     | Gs     | DR  |
| ----------------- | ----- | ------- | ------- | ------- | ------- | ------- | ------- | ------------ | ------------ | ------------ | ------------ | ------------ | ------------ | ------ | ------ | ------ | ------ | ------ | ------ | --- |
| Tippeligaen       | 56    | 13      | 10      | 1       | 2       | 34      | 14      | 13           | 7            | 4            | 2            | 23           | 16           | 26     | 17     | 5      | 4      | 57     | 30     | +27 |
| Coppa di Norvegia | -     | 1       | 1       | 0       | 0       | 4       | 0       | 3            | 2            | 0            | 1            | 18           | 3            | 4      | 3      | 0      | 1      | 22     | 3      | +19 |
| Champions League  | -     | 4       | 1       | 3       | 0       | 4       | 3       | 4            | 1            | 1            | 2            | 4            | 11           | 8      | 2      | 4      | 2      | 8      | 14     | -6  |
| Totale            | -     | 18      | 12      | 4       | 2       | 42      | 17      | 20           | 10           | 5            | 5            | 45           | 30           | 38     | 22     | 9      | 7      | 87     | 47     | +40 |

### Statistiche dei giocatori
| Giocatore      | Tippeligaen | Tippeligaen | Tippeligaen | Tippeligaen | Coppa di Norvegia | Coppa di Norvegia | Coppa di Norvegia | Coppa di Norvegia | Champions League | Champions League | Champions League | Champions League | Totale   | Totale | Totale      | Totale     |
| Giocatore      | Presenze    | Reti        | Ammonizioni | Espulsioni  | Presenze          | Reti              | Ammonizioni       | Espulsioni        | Presenze         | Reti             | Ammonizioni      | Espulsioni       | Presenze | Reti   | Ammonizioni | Espulsioni |
| -------------- | ----------- | ----------- | ----------- | ----------- | ----------------- | ----------------- | ----------------- | ----------------- | ---------------- | ---------------- | ---------------- | ---------------- | -------- | ------ | ----------- | ---------- |
| Á. Arason      | 24          | 0           | 0           | 0           | 2                 | 0                 | 0                 | 0                 | 8                | 0                | 0                | 0                | 34       | 0      | 0           | 0          |
| C. Basma       | 26          | 2           | 2           | 0           | 2                 | 0                 | 0                 | 0                 | 8                | 0                | 0                | 0                | 36       | 2      | 2           | 0          |
| Ø. Berg        | 24          | 2           | 2           | 0           | 4                 | 1                 | 0                 | 0                 | 8                | 0                | 2                | 0                | 36       | 3      | 4           | 0          |
| L. Blixt       | 8           | 0           | 0           | 0           | 2                 | 1                 | 1                 | 0                 | 1                | 0                | 0                | 0                | 11       | 1      | 1           | 0          |
| H. Brattbakk   | 25          | 17          | 2           | 0           | 4                 | 10                | 1                 | 0                 | 8                | 3                | 1                | 0                | 37       | 30     | 4           | 0          |
| H. El Fakiri   | 12          | 0           | 0           | 0           | 1                 | 0                 | 0                 | 0                 | 0                | 0                | 0                | 0                | 13       | 0      | 0           | 0          |
| D. Enerly      | 13          | 5           | 1           | 0           | 2                 | 0                 | 0                 | 0                 | 6                | 1                | 0                | 0                | 21       | 6      | 1           | 0          |
| J. Eriksen     | 0           | 0           | 0           | 0           | 0                 | 0                 | 0                 | 0                 | 0                | 0                | 0                | 0                | 0        | 0      | 0           | 0          |
| C. George      | 20          | 3           | 2           | 0           | 4                 | 5                 | 0                 | 0                 | 1                | 0                | 0                | 0                | 25       | 8      | 2           | 0          |
| E. Hoftun      | 25          | 2           | 3           | 0           | 4                 | 4                 | 0                 | 0                 | 8                | 0                | 0                | 0                | 37       | 6      | 3           | 0          |
| D. Hornseth    | 11          | 2           | 0           | 0           | 1                 | 0                 | 0                 | 0                 | 0                | 0                | 0                | 0                | 12       | 2      | 0           | 0          |
| M. Høyem       | 0           | 0           | 0           | 0           | 0                 | 0                 | 0                 | 0                 | 0                | 0                | 0                | 0                | 0        | 0      | 0           | 0          |
| E. Johnsen     | 2           | 0           | 0           | 0           | 2                 | 0                 | 0                 | 0                 | 0                | 0                | 0                | 0                | 4        | 0      | 0           | 0          |
| F. Johnsen     | 17          | 7           | 0           | 0           | 3                 | 0                 | 0                 | 0                 | 8                | 2                | 0                | 0                | 28       | 9      | 0           | 0          |
| A. Karadas     | 23          | 5           | 5           | 0           | 4                 | 1                 | 0                 | 0                 | 8                | 2                | 2                | 0                | 35       | 8      | 7           | 0          |
| T. Ludvigsen   | 7           | 2           | 0           | 0           | 0                 | 0                 | 0                 | 0                 | 5                | 0                | 0                | 0                | 12       | 2      | 0           | 0          |
| O. Olsen       | 22          | 3           | 0           | 1           | 3                 | 0                 | 1                 | 0                 | 7                | 0                | 0                | 0                | 32       | 3      | 1           | 1          |
| J. Saarinen    | 19          | 0           | 6           | 0           | 4                 | 0                 | 1                 | 0                 | 8                | 0                | 0                | 0                | 31       | 0      | 7           | 0          |
| M. Sibaya      | 4           | 0           | 0           | 0           | 0                 | 0                 | 0                 | 0                 | 2                | 0                | 1                | 0                | 6        | 0      | 1           | 0          |
| B. Skammelsrud | 24          | 2           | 3           | 0           | 4                 | 0                 | 0                 | 0                 | 8                | 0                | 0                | 0                | 36       | 2      | 3           | 0          |
| M. Skjærvold   | 1           | 0           | 0           | 0           | 0                 | 0                 | 0                 | 0                 | 0                | 0                | 0                | 0                | 1        | 0      | 0           | 0          |
| J. Steinsland  | 0           | 0           | 0           | 0           | 1                 | 0                 | 0                 | 0                 | 0                | 0                | 0                | 0                | 1        | 0      | 0           | 0          |
| S. Stensaas    | 15          | 1           | 1           | 0           | 1                 | 0                 | 0                 | 0                 | 2                | 0                | 0                | 0                | 18       | 1      | 1           | 0          |
| R. Strand      | 19          | 2           | 0           | 0           | 3                 | 0                 | 0                 | 0                 | 7                | 0                | 2                | 0                | 29       | 2      | 2           | 0          |
| T. Trondsen    | 4           | 0           | 0           | 0           | 1                 | 0                 | 0                 | 0                 | 0                | 0                | 0                | 0                | 5        | 0      | 0           | 0          |
| A. Tronseth    | 0           | 0           | 0           | 0           | 0                 | 0                 | 0                 | 0                 | 0                | 0                | 0                | 0                | 0        | 0      | 0           | 0          |